# محطة تبوك
محطة تبوك هي إحدى محطات خط حديد الحجاز وتعتبر من المحطات الرئيسية للخط وصل لها أول قطار عام 1906 م. تتميز المحطة بطريقة بنائها، كما تتكون من مجموعة من المباني المشيدة في خط مستقيم مواز لمسار السكة بالإضافة إلى احتوائها على مستودعات للقاطرات ومعامل للصيانة، حيث تضم ثلاثة عشر مبنى مشيدة في خط مستقيم موازٍ لمسار السكة وتقع على مساحة تقدر بنحو ثمانين ألف متر مربع. حالياً تقع وسط مدينة تبوك، وقد تم ترميمها عدة مرات.

## نبذة تاريخية

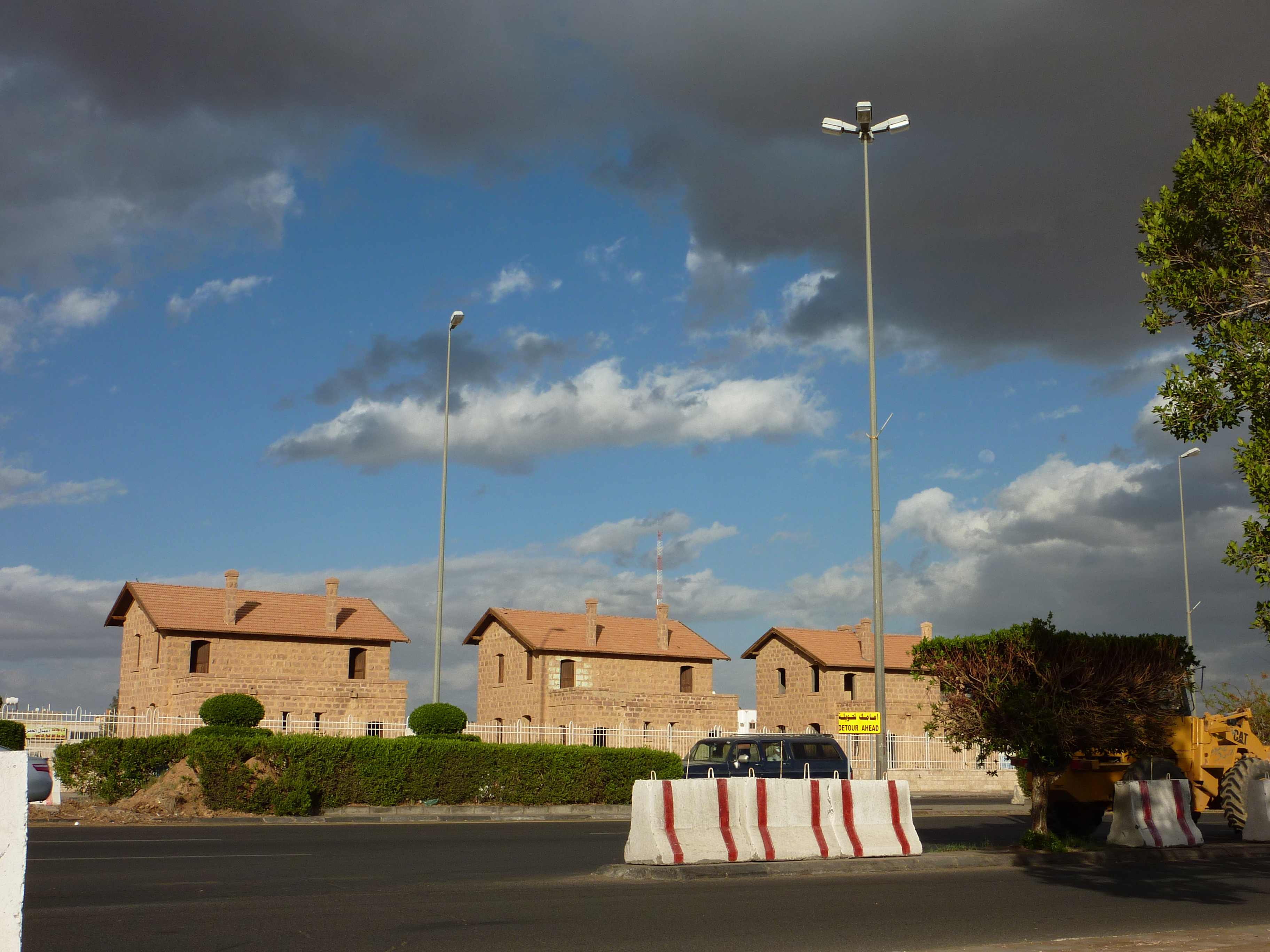
محطة سكة حديد الحجاز في تبوك سنة 2010م.

تم بناء هذه المحطة بعد إنشاء سكة حديد الحجاز في أوائل القرن العشرين الميلادي، تقع إلى الشمال الشرقي من قلعة تبوك،و تقع حاليا في حي العزيزية، كانت توجد فيها طاحونة هوائية لضخ الماء من بئر بجانب سكة الحديد، وكانت فيها أيضا غرفة تحت الأرض تستخدم مستودعا للذخيرة، ويذكر هنا أن العثمانيين أثناء إنشاء سكة حديد قاموا بهم وإزالة البيوت المتناثرة في المنطقة الواقعة شرق القلعة؛ لينشئوا مكانها سوقا واسع ومنظم، وفي الوقت نفسه خططوا قرية الجديّدة، وخصصوا فيها مواقع البناء للسكان الراغبين في الإقامة في تبوك.